# Гринёвская волость
Гринёвская волость — административно-территориальная единица в составе Стародубского уезда.
Административный центр — местечко (ныне село) Гринёв (Гринёво).

## История
Волость образована в ходе реформы 1861 года.
В ходе укрупнения волостей, 26 мая 1923 года Гринёвская волость была упразднена, а её территория разделена между Погарской и Стародубской волостями.
Ныне территория бывшей Гринёвской волости входит в состав Погарского и Стародубского районов Брянской области.

## Административное деление
В 1919 году в состав Гринёвской волости входили следующие сельсоветы: Алефинский, Басихинский, Бобрикский, Гринёвский, Мишковский, Новосельский, Повиненский (?), Пыхторовский, Сининский, Случковский, Суходольский, Тютюревский, Хмелевский.